# 上村頼堅
上村 頼堅（うえむら よりかた）は、戦国時代の武将。相良氏の家臣。肥後国豊福城主。

## 略歴
上村氏は相良氏の庶流で、頼堅は上村頼興の三男で相良氏17代当主・相良晴広の弟。
相良氏が名和氏より取り戻した豊福城主及び地頭に任じられていたが、父・頼興の死後に相良領の兄弟による分割統治を目論み、兄・晴広の跡を継いだ相良義陽に対し、次兄・頼孝、弟・稲留長蔵と共に弘治3年（1557年）6月に反乱を起こす。しかし、6月10日に義陽の命を受け八代城から出兵した東山城守の率いた兵に城を攻められ落ち延びる。
頼堅は八代鏡の内田という処に潜んでいたところを捕えられ、同所にある福善寺にて殺された。
尚、頼堅の子も同年7月13日に八代鏡に隠れていたところを捕えられ、頼堅の妻はその2日後に人吉城へと出頭している（両人のその後の所在等は不明）。